# Bordeaux-Saintes 2005
La Bordeaux-Saintes 2005, sessantasettesima edizione della corsa e valida come evento del circuito UCI Europe Tour 2005 categoria 1.2, si svolse il 13 marzo 2005, su un percorso di circa 174,7 km. Fu vinto dallo svedese John Nilsson che terminò la gara con il tempo di 4h02'20", alla media di 43,254 km/h.
Al traguardo 44 ciclisti completarono la gara.

## Ordine d'arrivo (Top 10)
| Pos. | Corridore          | Squadra       | Tempo    |
| ---- | ------------------ | ------------- | -------- |
| 1    | John Nilsson       | Auber 93      | 4h02'20" |
| 2    | Denis Robin        | Agritubel     | s.t.     |
| 3    | Jérôme Bonnace     | Chateauroux   | s.t.     |
| 4    | Mikel Gaztañaga    | Catalunya     | a 2"     |
| 5    | Ėduard Vorganov    | Dynamo Mosca  | a 3"     |
| 6    | Kevyn Ista         | RAGT          | s.t.     |
| 7    | Mickaël Szkolnik   | Ent Sud Gasc. | s.t.     |
| 8    | Maksim Karpatčev   | Dynamo Mosca  | s.t.     |
| 9    | Nicolas Labussière | Deux-Sèvres   | s.t.     |
| 10   | Arnaud Labbe       | Auber 93      | s.t.     |